# Blasticotoma
Blasticotoma is een geslacht van vliesvleugelige insecten van de familie Blasticotomidae.

## Soorten
(Indicatie van aantallen soorten per geslacht tussen haakjes)
- B. filiceti Klug, 1834